# Rhipidoglossum globulosocalcaratum
Rhipidoglossum globulosocalcaratum là một loài thực vật có hoa trong họ Lan. Loài này được (De Wild.) Summerh. miêu tả khoa học đầu tiên năm 1937.